# Africallagma vaginale
Africallagma vaginale är en trollsländeart som först beskrevs av Sjöstedt 1917.  Africallagma vaginale ingår i släktet Africallagma och familjen dammflicksländor. IUCN kategoriserar arten globalt som livskraftig. Inga underarter finns listade i Catalogue of Life.